# Jiří Polívka
Jiří Polívka (ur. 6 marca 1858 w Enns, zm. 21 marca 1933 w Pradze) – czeski językoznawca, slawista. Zajmował się językiem i piśmiennictwem staro-cerkiewno-słowiańskim, zagadnieniami dialektologicznymi, ludową twórczością słowną, a także literaturą polską i rosyjską.
W 1895 r. objął stanowisko profesora na praskim Uniwersytecie Karola. Był członkiem korespondentem Czeskiej Akademii Nauk i Sztuk; od 1901 r. członkiem korespondentem Petersburskiej Akademii Nauk.
Był zwolennikiem teorii migracyjnej Theodora Benfeya. Położył zasługi na polu gwaroznawstwa słowiańskiego.